# Förbarma tigh, Gudh, öfwer migh
Förbarma tigh, Gudh, öfwer migh är en tysk psalm, Erbarm' dich mein, O HERre GOTT , från reformationen av Erhard Hegenwald. Texten grundas på Psaltaren 51. Den svenska översättningen utförd av Olaus Petri eller hans bror ärkebiskop Laurentius Petri Nericius.
Psalmen inleddes 1695 med orden:
Förbarma tigh / Gudh / öfwer migh
För tin stora barmhertighet

## Text
| Erfurter Enchiridion (1524) | Swenske songer eller wisor (1536) |
| --- | --- |
| Erbarm dich mein o herre got / nach deyner grosn barmhertzigkeyt. Wasch ab mach rein mein missetat / ich kenn mein sund vnd ist mir leyt. Allein ich dir gesundet han / das ist wider mich stetiglich / das böß vor dir mag nit bestan / du bleibst grecht ob du vrteylst mich. Sich herr ynn sund byn ich geborn / ynn sund enpfyng mich mein mutter. Die warheyt liebst / thust offenbarn / deyner weyßheyt heymlich guter. Bespreng mich herr mit Isopo / reyn wird ich wo du weschest mich / weisser dan schne / mein ghör wirt fro / als mein gebeyn wirt frewen sych. Herr sych nit an die sunde mein / thun ab al mein vngrechtigkeit. Vnd mach yn mir das hertze rein / eyn newen geyst yn mir bereyt. Verwurff mich nit von deym angesycht / deyn heylig geyst / wend nitt von mir / die freud deins heyls her zu mir richt / der willig geyst enthalt mich dir. Dy gotlosn wil ich deyne weg / dy sunder auch thun leren. Das sy von bozen falschen steg / zu dir durch dich sich keren. Beschirm mich herr meins heyls ein got / vor deim vrteyl durchs blut bedeut / mein zung verkundt dein rechts gebot / schaf das mein mund dein lob außbreyt Kein leiplich opfer von mir heyschst / ich hett dir das auch geben. So nym nu den zerknirschten geyst / betrubts vnnd traurigs hertz darneben. Verschmech nit gott das opffer dein / thun wol yn deyner gutigkeyt / dem berg syon / do Christen sein die opfern dir gerechtigkeyt. | FOrbarma tich gud offuer mich / for tijn stora barmhertigheet / Och for then nådh som är j tich / tagh bortt mijn oretferdigheet / twå aff mijn synd och gör mich reen / ty mijn brist iach wel kenna kan / moot tich haffuer iach syndat alleen / at tijn ord skola bliffija sann See gud j synd är iach aflat / j synd aflade moder mijn / sy sanning haffuer tu elskat / tijn hemligheet gaff tu mich in / stenck mich med helsosam Nysop / som sniö warder iach hwijt och reen / låt mich höra glädi och håp / så förgdas mijn förskrecta been Ifrå mijn synd wendt titt ansict / och mijn synd tagh bort alla slett / itt reent hierta skapa j mich / gör j mich andan ny och rett / kasta mich icke tich ifrå / och tagh ey bort tin anda godh / tine helses glädi låt mich få / sterck mich j andans friya modh Tin wägh iach gerna lära wil / them som oretwise äre / at the skola falla tich til / och giffua tich prijs och äro / O herre mijne helses gud / frelsa mich frå synder mina / mijn tunga scal epter titt budh / forkunna rettwiso tina Om tu hade hafft offer kärt / iach hade iw thet giffuit tich / men ther offer som tu haffuer lärt / thet hierta som bedröffuar sich / gör wel widh Sion herre min / så warder vpbygt med tijn ord / Jerusalem then staden tin / ther reen offer warda tich giord |

## Publicerad i
- Swenske Songer eller wisor 1536 med titeln Forbarma tich gud offuer mich under rubriken "Miserere mei".[2]
- 1572 års psalmbok med titeln FÖrbarma tigh Gudh öffuer migh under rubriken "Någhra Davidz Psalmer".[3]
- 1695 års psalmbok som nummer 60 under rubriken "Konung Davids Psalmer"